# Fungicida rameico

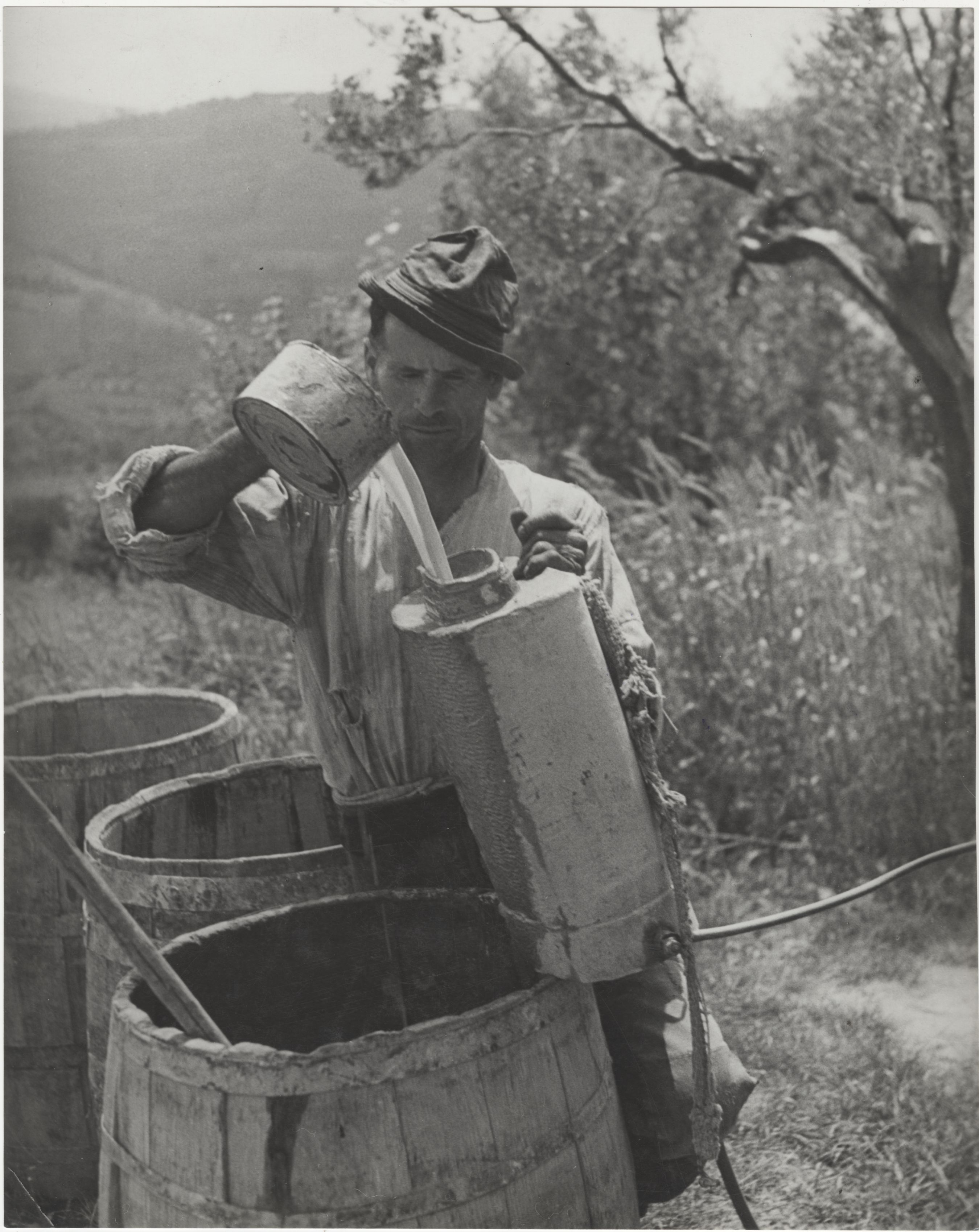
Verderame usato in viticoltura nel 1940

Col termine di fungicida rameico o cuprico o verderame si intende genericamente un anticrittogamico a base di rame.

## Classificazione
I fungicidi rameici sono tra gli anticrittogamici più vecchi disponibili in agricoltura, essendo stati sviluppati in Europa durante il 1800 con l'avvento della chimica inorganica e della relativa industria. Presentano un basso costo e un basso impatto ambientale ma una minor aggressività sul patogeno rispetto alle molecole organiche di sintesi, le quali sono più sensibili però a fenomeni di resistenza indotta. Ad oggi sono utilizzabili anche in agricoltura biologica. Tra i principali prodotti abbiamo:
- la poltiglia bordolese o vetriolo azzurro: è un preparato ottenuto dalla neutralizzazione del solfato rameico con idrossido di calcio (calce spenta). A differenza del solfato di rame puro, la poltiglia bordolese si usa direttamente come sospensione acquosa in quanto possiede un pH neutro. Il solfato di rame(II) è generalmente cristallizzato con 5 molecole di acqua (solfato rameico pentaidrato di colore blu intenso) ed è il sale puro, ma data la sua fitotossicità deve essere preventivamente neutralizzato con idrossido di calcio per formare così la poltiglia bordolese. Il nome deriva da Bordeaux, città francese dove è stata scoperta e sperimentata per la prima volta nel XIX secolo, e dalla regione in cui è stata sviluppata la sua formula per contrastare la peronospora, una malattia fungina che stava decimando i vigneti locali.
- gli ossicloruri di rame. Sono combinazioni idrate di ossido rameico e un cloruro. Rispetto al solfato di rame hanno il vantaggio di possedere una minore fitotossicità. In distribuzione esistono due prodotti:
  - ossicloruro tetrarameico: un complesso tra l'ossido rameico e il cloruro rameico, con formula 3 CuO · CuCl2 · 3 H2O.
  - ossicloruro di rame e calcio: un complesso tra l'ossido rameico e il cloruro di calcio, con formula 3 CuO · CaCl2 · 3 H2O.
- l'idrossido di rame.
- il gluconato di rame: si tratta di un prodotto a basso dosaggio di rame metallo, attualmente contenuto in prodotti venduti come fertilizzanti fogliari; si tratta di prodotti in fase di studio e sperimentazione, molto promettenti in quanto consentirebbero un'efficacia pari o superiore a quella dell'idrossido di rame ma con minori quantità di rame metallo e minor rischio di fitotossicità.

## Proprietà fitosanitarie
A prescindere dalla formulazione, il rame interferisce con la respirazione cellulare dei funghi interferendo con la formazione dell'acetil coenzima A e quindi con il Ciclo di Krebs. Inoltre interferisce con la dinamica di alcuni cationi nella parete cellulare e con lo stato strutturale della membrana cellulare.

## Ambiti d'impiego
Il rame è un anticrittogamico a largo spettro d'azione attivo per contatto fogliare contro numerose micosi (in genere quelle provocate dalle Peronosporales) e contro le batteriosi in generale. Si impiega ad esempio per la difesa dell'olivo (contro l'Occhio di pavone e la Rogna), della Vite (contro la Peronospora), delle pomacee (contro la Ticchiolatura), delle drupacee (contro la Bolla del pesco e il Corineo), degli agrumi (contro il Mal secco e la Gommosi del colletto), della barbabietola da zucchero (contro la Cercospora), in orticoltura e floricoltura (contro le "peronospore", le "antracnosi", le "septoriosi", le "alternariosi" delle ortive e delle floricole).

## Fitotossicità
Il rame è un microelemento perciò le piante tendono ad assorbirlo anche per via fogliare. Le dosi impiegate a scopo fitoiatrico sono però eccessive rispetto ai fabbisogni delle piante perciò può esserci un effetto fitotossico, talvolta letale, su diverse specie agrarie. Va anche tuttavia precisato che il rame è presente sotto varie formulazioni (idrossido, ossicloruro, solfato tribasico solo per citarne alcune) ognuna delle quali ha caratteristiche diverse e più o meno fitotossiche a seconda dello stadio vegetativo della pianta. In generale si consiglia il trattamento invernale sui fruttiferi contro le forme svernanti mentre i trattamenti al verde vanno eseguiti a dosi più moderate. Alcune piante come ad esempio il pesco e il susino non tollerano assolutamente i trattamenti primaverili, mentre altre, come la vite, l'olivo, il melo sono più tolleranti.